# Escuadro (Orense)
Escuadro es un lugar español situado en la parroquia de Castro de Escuadro, del municipio de Maceda, en la provincia de Orense, Galicia.

## Demografía
| Gráfica de evolución demográfica de Escuadro entre 2000 y 2022 |
|                                                                |
| Datos según el nomenclátor publicado por el INE.               |